# Tadeusz K. Piotrowski
Tadeusz Kazimierz Piotrowski (ur. 19 czerwca 1945 w Wieliczce, zm. 14 listopada 1994 w Krakowie) – polski działacz społeczny.
Absolwent i pracownik Akademii Górniczo Hutniczej w Krakowie. Działacz społeczny Polskiego Czerwonego Krzyża w latach 1960-1994. Członek Zarządu Głównego PCK. Współtwórca ruchu Społecznych Instruktorów Młodzieżowych PCK (SIM PCK). Uczestnik konwoju darów PCK do Rumunii w 1989 w czasie krwawej rewolucji oraz do Albanii w 1992.
Komendant obozów dla młodzieży PCK.

## Odznaczenia
- Krzyż Zasługi za pracę w Polskim Czerwonym Krzyżu
- Odznaka Honorowa Polskiego Czerwonego Krzyża IV, III, II i I stopnia
- Pośmiertnie, Członek Honorowy Polskiego Czerwonego Krzyża.